# Horisme fasciata
Horisme fasciata là một loài bướm đêm trong họ Geometridae.